# Суперкомпьютерная операционная система

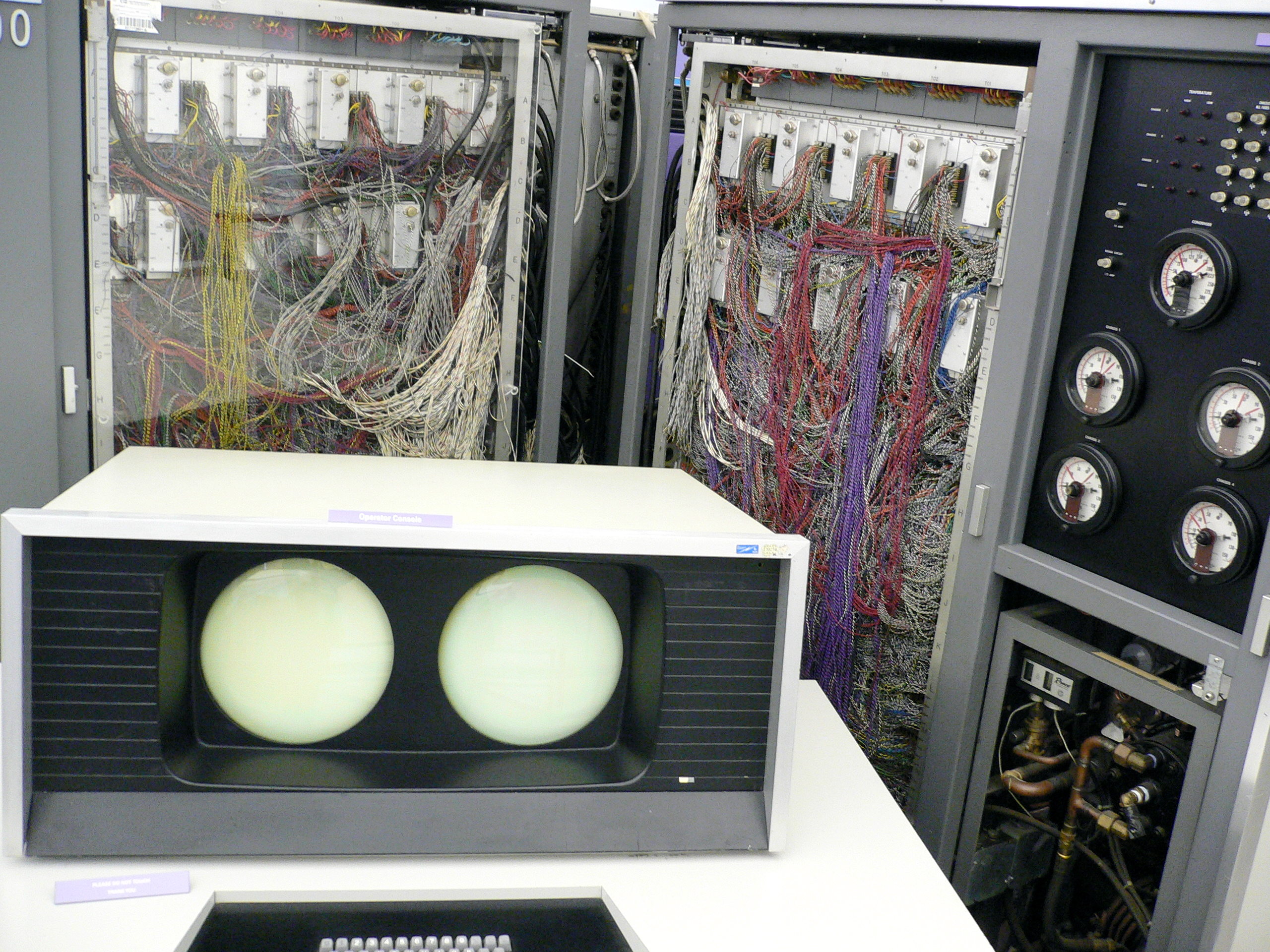
Самый первый суперкомпьютер в мире CDC 6000 работал на операционной системе Chippewa

Суперкомпьютерная операционная система — операционная система, специализированная для работы на суперкомпьютерах. Начиная с 2000-х годов большинство суперкомпьютерных операционных систем основаны на различных дистрибутивах Linux.
В массово-параллельных суперкомпьютерных системах как правило отделяют вычисления от других служб, используя несколько типов аппаратных узлов, и для разных типах узлов могут применяться различные операционные системы, например, операционная система с облегчённым ядром Compute Node Linux для вычислительных узлов, а на узлах ввода-вывода — дистрибутивы общего назначения со стандартным ядром.
На ранних этапах развития суперкомпьютерых технологий базовые архитектурные концепции быстро развивались, и системному программному обеспечению приходилось следовать за аппаратными инновациями, которые обычно быстро менялись, поэтому в первых суперкомпьютерах операционные системы были специально адаптированы под аппаратные особенности, однако в спешке их разработки возникли серьёзные проблемы с качеством программного обеспечения, и во многих случаях стоимость и сложность разработки программного обеспечения стали серьёзной проблемой.
В 1980-х годах из-за большого количества затрат на разработку тенденция на уникальные операционные системы для каждого суперкомпьютера начала спадать. Например, затраты компании Cray на разработку суперкомпьютерного программного обеспечения сравнялись с затратами на аппаратное обеспечение. Из-за этого большинство производителей суперкомпьютеров перешли от собственных операционных систем к адаптации универсального обеспечения. Первая волна изменений в операционной системе пришлась на середину 1980-х годов, когда от операционных систем конкретных производителей отказались в пользу Unix. Несмотря на изначальный скептицизм, этот переход оказался успешным;До 1980-х годов практически каждый суперкомпьютер имел свою уникальную операционную систему.
В начале 1990-х годов в среде программного обеспечения суперкомпьютерных систем произошли серьёзные изменения: всё больше и больше суперкомпьютеров стали работать на Unix, а в качестве главного языка программирования стал использоваться язык высокого уровня Си. Так как поставщики оборудования адаптировали Unix к своим системам, в них добавлялись новые и полезные для суперкомпьютеров функции, например, настраиваемые планировщики процессов.
По мере того, как операционные системы общего назначения становились стабильными, суперкомпьютеры начали заимствовать и адаптировать критический системный код из них и полагаться на богатый набор вторичных функций, которые были с ними. Однако в то же время размер кода для операционных систем общего назначения быстро рос. К тому времени, когда код на основе Unix достиг длины около 500 тыс. строк, его обслуживание и использование стали проблемой. Это привело к переходу на микроядерные операционные системы, которые использовали минимальный набор функций. Начиная с 2000-х годов суперкомпьютерные операционные системы стали чаще базироваться на Linux.